# L'eredità perduta (romanzo)
L'eredità perduta (Lost Legacy) è un romanzo breve di genere fantasy del 1941 dello scrittore statunitense Robert A. Heinlein.
Il romanzo esplora l'ipotesi che gli esseri umani siano dotati di un'ampia gamma di capacità telepatiche e telecinetiche non utilizzate poiché ignorate. Tali doti potrebbero essere risvegliate con un addestramento appropriato ma la presa di coscienza dell'esistenza di tali poteri da parte dell'umanità è ostacolata da una misteriosa e potente organizzazione che trae beneficio dal detenerne il monopolio.

## Storia editoriale
È stato scritto nel 1939, una versione intitolata Lost Legion e con il personaggio di Ambrose James è stata pubblicata nel numero del novembre 1941 della rivista Super Science Stories, sotto lo pseudonimo di Lyle Monroe.
In seguito la versione originale intitolata Lost Legacy e con il personaggio di Ambrose Bierce è stata inclusa nell'antologia Missione nell'eternità (Assignment in Eternity del 1953), tradotta in italiano da Maurizio Gavioli e pubblicata nel 1976 dalla Fanucci Editore, nel volume n. 19 della collana Futuro. Biblioteca di Fantascienza e poi di nuovo nel 1992 nel volume n. 7 della collana Economica Tascabile.
Frattanto la prima traduzione italiana, di Gianni Samaja, intitolata Eredità perduta era stata pubblicata nel 1961 nel volume n. 80 della collana Cosmo e poi di nuovo nel 1965 nel volume n. 39 della collana Cosmo. I Capolavori della fantascienza.

## Trama
Gli eventi sono collocati a una data imprecisata in un'America del prossimo futuro dove Ambrose Bierce (nato nel 1842) ha oltre 100 anni; Europa e Asia hanno subito un "collasso" e gli unici progressi tecnologici significativi citati sono videotelefoni e "telefoni tascabili".
È la storia della riscoperta dei poteri psichici latenti negli esseri umani, effettuata in una università della California da un trio di amici (una studentessa, un chirurgo e un professore di psicologia) che, quando tentano di rendere pubbliche le loro conoscenze, vengono ostacolati dal Rettore Brinckley, che fa parte di un gruppo clandestino votato al male che intende mantenere nascoste all'umanità le potenzialità della mente.
Scoraggiati, i tre partono per una vacanza durante la quale decidono di scalare il monte Shasta dove vengono sorpresi da una tempesta. A salvarli sarà Ambrose Bierce, lo scrittore (realmente vissuto) che da quando è scomparso nel 1941 (secondo Heinleni) si è rifugiato sul monte dove ha vissuto in segreto insieme ad un gruppo di individui che hanno sviluppato le capacità paranormali.
Questo gruppo, del quale hanno fatto parte Mark Twain, Walt Whitman e Oliver Wendell Holmes, agisce per il bene, per esempio ha scelto Abraham Lincoln come parte del suo programma per proteggere l'America, in quanto bastione delle libertà.
Mentre sono nel rifugio sul monte i tre apprendono, da antichi registri esoterici ritrovati dai buoni adepti, che in una passata età dell'oro l'umanità aveva raggiunto un grande livello di sviluppo grazie alla conoscenza dei poteri psichici ma, quando una nuova fazione aveva chiesto che tali poteri divenissero una prerogativa dell'élite, i capi anziani (mitizzati in dei come Giove e Odino) si erano spostati su un diverso piano di esistenza, lasciando che venisse instaurato un regime autoritario.
Era scoppiata quindi una grande guerra a causa della quale i principali insediamenti di Mu e Atlantide erano sprofondati e l'umanità era ricaduta nell'età della pietra.
I tre protagonisti restano sul monte Shasta, dove ricevono un addestramento che accresce le loro capacità paranormali, fino a quando decidono ti tentare nuovamente di diffondere l'uso dei poteri psichici, vengono nuovamente bloccati ma, questa volta, si rendono conto della natura e della forza dei loro nemici.
I tre, aiutati dagli adepti buoni, decidono di tentare di nuovo cominciando dai campeggi dei Boy Scouts.
Quando l'organizzazione maligna cerca di fermarli di nuovo, tra i due gruppi si verificano una serie di scontri mentali individuali, dai quali gli adepti buoni escono vittoriosi.
La storia si conclude con una lirica descrizione di una Terra non più abitata dalla razza umana che si è evoluta su un nuovo piano di esistenza; una scimmia comincia la lunga ascesa della sua specie verso l'intelligenza e le capacità paranormali.

## Personaggi
- dottor Philip Huxley — professore di psicologia presso la Western University
- dottor Ben Coburn — neurochirurgo presso la Western University
- Joan Freeman — studentessa di psicologia alla Western University
- dottor Brinckley — Rettore della Western University

Residenti sul monte Shasta
- Ambrose Bierce — basato sull'omonimo scrittore
- Charles — pittore
- signora Draper — compositrice di emozioni
- Ephraim Howe — l'Anziano della comunità
- maestro Ling

Altri
- Ferguson — rappresentante dell'ufficio del Procuratore distrettuale
- Senatore Moulton
- Arthurson
- Agnes — telepredicatrice
- Weems
- Hanson
- capo
- fratello Artemis — telepredicatore

## Ispirazione
Straniero in terra straniera (1961) riprende il tema e forse alcuni personaggi di Lost Legacy.
In una passo particolarmente intenso della narrazione, Joan Freeman si sente come "una straniera in terra straniera".

## Critica
La storia è divertente e ben costruita ma la lotta tra il bene puro e il male puro, che per di più viene risolta unicamente dalla parapsicologia, rende il tutto troppo semplice ed in qualche misura infantile.

### Edizioni
- Robert A. Heinlein, L'eredità perduta, in Missione nell'eternità (antologia), collana Economica Tascabile, traduzione di Maurizio Gavioli, n. 7, Fanucci Editore, 1976,  pp. 23-128, ISBN 88-347-0352-9.

### Fonti critiche
- (EN) James Daniel Gifford, The New Heinlein Opus List, in Robert A. Heinlein: A Reader's Companion (PDF), Nitrosyncretic Press, 2000, ISBN 978-0-9679874-1-5. URL consultato il 12 ottobre 2015.

- (EN) Alexei Panshin, II. THE PERIOD OF INFLUENCE - 3. 1941, in Heinlein in dimension, Chicago, Advent:Publishers Inc, aprile 1968. URL consultato il 27 novembre 2015.